# Valeri Ogorodnikov
Valeri Gennadievitx Ogorodnikov (en rus Вале́рий Генна́дьевич Огоро́дников, Nijni Taguil, 1 de novembre de 1951  - Sant Petersburg, 1 de juliol de 2006) és un director de cinema, guionista, actor i productor de cinema soviètic i rus. Llorejat amb el Premi Estatal de la Federació de Rússia en el camp de la literatura i l'art.

## Biografia
Nascut l'1 de novembre de 1951 a la família de l'obrer siderúrgic. El seu avi per part de pare va ser un oficial cosac subaltern que va obtenir la Creu de Sant Jordi durant la Primera Guerra Mundial.
Va estudiar música i acordió, va aprendre alemany i durant uns anys va jugar a bàsquet. El 1974 es va graduar a la Facultat de Química del Politècnic de Sverdlovsk, on es va especialitzar com a enginyer-tecnòleg de combustibles de carbó. El 1979 es va graduar en assistent de direcció als estudis de cinema de Sverdlovsk i el 1984 en direcció a la Universitat Panrussa Gueràssimov de Cinematografia. Poc després va ingressar als estudis "Lenfilm" sota la tutela d’Ilià Averbakh
El 1994, va fundar la companyia de cinema "Dar", que va dirigir fins al 2006. El 1995 va començar a dirigir algunes pel·lícules. Va morir a l'edat de 55 anys l'1 de juliol de 2006 a causa d'un sarcoma.

## Filmografia (com a director)
- 2007 — «Putina»
- 2003 — «Krasnoie nebo. Txorni sneg»
- 1999 — «Barak»
- 1991 — «Opit breda liubovnogo otxarovania»
- 1989 — «Bumajnie glaza Prixvina».
- 1987 — «Vzlomixtxik».
- 1984 — «Ia ne umeiu prikhodit' vovremia»  (curtmetratge)
- 1983 — «Zagorodnaia poiezdka» (curtmetratge)
- 1982 — «Golosa v vozdukhe» (curtmetratge)

## Reconeixements
- Premi FIPRESCI a la 44a Mostra Internacional de Cinema de Venècia (1987) - ("Vzlomixtxik")[3]
- "Lleopard d'or" a la categoria "Jove Cinema", Menció Especial del Jurat Ecumènic, Premi Especial del Jurat Juvenil al Festival Internacional de Cinema de Locarno , Suïssa (1999) - ("Barak").[4]
- Premi del jurat de directors de fotografia a la millor pel·lícula (Valeri Ogorodnikov) a l'IFF “Listapad” a Minsk (1999) - (“Barak”).